# Dinarolacerta mosorensis
Dinarolacerta mosorensis (лат.) — вид ящериц семейства настоящие ящерицы. Обитает в Боснии и Герцеговине, Хорватии, и Черногории. Естественные места обитания — бореальные леса, леса умеренного пояса, кустарниковые заросли умеренного пояса и скалистые участки. Считается видом, близким к уязвимому положению.

## Описание
Ящерица со слегка уплощённым телом, длинной головой и тонким хвостом. Длина тела без хвоста составляет около 7 см, хвост примерно в два раза длиннее. Поверхность спины несколько блестящая, коричневая, серовато-коричневая или оливково-коричневая с более тёмными крапинками и пятнышками. Бока обычно более тёмного цвета, а пятнистость может ограничиваться средней частью спины. Брюхо без пятен, обычно жёлтое или оранжевое, но у взрослых может быть белым или серым. Молодые особи имеют бледный живот и иногда голубоватый хвост. Голова у обоих полов на треть длиннее ширины. На ногах длинные пальцы с сильными когтями.

## Ареал
Распространение ограничено небольшой областью в южной Хорватии, южной Боснией и Герцеговиной и западной Черногорией.

## Образ жизни
Обычно встречается в районах с высоким уровнем осадков на высоте от 450 до 1900 м над уровнем моря. Типичными местами её обитания являются известняковые обнажения или карстовые области, расположенные выше границы леса. Встречается также на склонах, поросших можжевельником, в открытых лесах и у родников. В течение пяти недель после спаривания самки откладывают в среднем по четыре яйца (от трёх до пяти). Детёныши вылупляются примерно через две с половиной недели и в длину достигают менее 3 см, при этом обладая длинным хвостом.

## Природоохранный статус
Общая площадь обитания составляет менее 2 000 км², и встречается в виде нескольких отдельных популяций. Площадь ее обитания сокращается из-за вырубки лесов, в том числе в пределах охраняемых территорий. Как правило, встречается редко, и Международный союз охраны природы относит её к видам, близким к уязвимому положению.